# ミュンヘン作戦
ミュンヘン作戦（ルーマニア語: Operaţiunea München）は、第二次世界大戦の独ソ戦で実行されたバルバロッサ作戦の一作戦である。

## 概要
1940年にソ連が占領した北部ブコビナ・ベッサラビアを奪還するため.、1941年7月2日から7月24日にかけてドイツ国とルーマニア王国共同の軍事作戦が展開された。戦闘の末、ルーマニアの第3軍、第4軍及びドイツの第11軍によって構成された枢軸国側の勝利に終わった。
この作戦で、ベッサラビアでのユダヤ人虐殺が引き起こされている。

## その他
1942年3月にも同名の作戦である「ミュンヘン作戦」がリトアニアで起こっている。